# День национального спасения азербайджанского народа
День национального спасения азербайджанского народа (азерб. Azərbaycan Xalqının Milli Qurtuluş Günü) — официальный праздник в Азербайджанской Республике, который отмечается 15 июня в соответствии с указом Национального Собрания Азербайджана от 27 июня 1997 года. В 1998 году праздник получил государственный статус.

## История
В 1991 году Азербайджан приобрёл независимость, но политическая ситуация в стране была нестабильной. 4 июня 1993 года в Гяндже вспыхнул мятеж под главенством полковника Сурета Гусейнова. Это фактически означало начало гражданской войны. Государственные деятели, прибывшие в Гянджу для урегулирования возникшей ситуации, были взяты в плен. Мятеж разрастался и достиг Баку. 10 июня Иса Гамбар, который являлся на тот момент председателем азербайджанского парламента, подал в отставку. 15 июня 1993 года Гейдар Алиев, по приглашению тогдашнего президента Абульфаза Эльчибея вернулся в Баку из Нахичевани, где являлся председателем Высшего Собрания Нахичеванской АР. 18 июня президент покинул столицу. 25 июня Гейдар Алиев был избран Председателем Национального Совета Азербайджана, а в октябре того же года — президентом АР.
15 июня 2019 года в честь 26-й годовщины Дня национального спасения Государственная пограничная служба Азербайджана организовала шествие флага длиною 5 км 100 метров.